# Сандомерский, Гжегож
Гже́гож Сандоме́рский (пол. Grzegorz Sandomierski; род. 5 сентября 1989, Белосток) — польский футболист, вратарь. Выступал за сборную Польши.

## Карьера

### Клубная
Воспитанник футбольной школы «Ягеллонии», обучался в её академии с 2002 до 2006 года. В 2006 году дебютировал в юношеском составе клуба во Второй лиге. Сыграл в четырёх матчах, после чего отправился на правах аренды выступать во второй состав познанского «Леха». Дважды сыграл в чемпионате Третьей лиги, после чего вернулся в Ягеллонию. В сезоне 2007/08 году ввиду травмы Яцека Банашиньского дебютировал в Экстраклассе в матче против «Краковии», пропустив два мяча в нём. До конца первенства провёл ещё 4 матча, а вскоре получил серьёзную травму и выбыл из строя на полгода. В 2009 году на правах аренды отправился в «Рух» (Высоке-Мазовецке), где провёл 15 матчей. Перед сезоном 2009/10 вернулся в Белосток.
В начале сезона 2009/10 ворота «Ягеллонии» защищал 22-летний Рафал Гикиевич, но играл он слабо. Его место вскоре занял сам Сандомерский. 20-летний голкипер воспользовался своим шансом успешно, проведя довольно долгую серию матчей без пропущенных мячей. Всего же он отыграл 564 минуты без пропущенных голов, что стало клубным рекордом. Серия прервалась в матче с «Рухом» из Хожува, в котором белостокская команда проиграла хожувцам 2:5.
12 августа 2011 «Ягеллония» договорилась о трансфере Гжегожа в бельгийский «Генк».

### В сборной
В сборной провёл 3 игры, пропустил 2 мяча.
| Матчи за сборную Польши | Матчи за сборную Польши | Матчи за сборную Польши    | Матчи за сборную Польши | Матчи за сборную Польши | Матчи за сборную Польши | Матчи за сборную Польши |
| #                       | Дата                    | Место                      | Противник               | Отыграно                | Счёт                    | Матч                    |
| ----------------------- | ----------------------- | -------------------------- | ----------------------- | ----------------------- | ----------------------- | ----------------------- |
| 1.                      | 10 декабря 2010         | Анталья                    | Босния и Герцеговина    | 90'                     | 2:2                     | товарищеский матч       |
| 2.                      | 6 февраля 2011          | Вила-Реал-ди-Санту-Антониу | Молдова                 | 90'                     | 1:0                     | товарищеский матч       |
| 3.                      | 29 марта 2011           | Пирей                      | Греция                  | 90'                     | 0:0                     | товарищеский матч       |

## Достижения

### Командные
- Чемпион Хорватии: 2013/14
- Обладатель Кубка Польши: 2009/10
- Обладатель Суперкубка Польши (2): 2010, 2014

### Личные
- Лучший молодой игрок по версии издания Piłka Nożna: 2010